# ارتش پادشاهی بوتان
ارتش پادشاهی بوتان(به انگلیسی :Royal Bhutan Army ) برای حفظ تمامیت ارضی کشور و  دفاع در برابر تهدیدات امنیتی است.  جیگمی خسار نامگیال وانگچوک پادشاه بوتان ،فرمانده کل قوا ارتش پادشاهی بوتان است. فرمانده کل ارتش  سپهبد باتو تشرینگ است.
ارتش پادشاهی بوتان شامل گارد سلطنتی بوتان ، شاخه ای نخبه از نیروهای مسلح است که مسئول امنیت پادشاه، خانواده سلطنتی و سایر مقامات است.